# Abel Arabola
Abel Arabola, är guvernör i provinsen Guadalcanal, Salomonöarna från 3 december 2004. Han efterträdde Waeta Ben Tabusasi.